# Sladinkopf
Sladinkopf är en bergstopp i Österrike.   Den ligger i distriktet Zell am See och förbundslandet Salzburg, i den centrala delen av landet, 270 km väster om huvudstaden Wien. Toppen på Sladinkopf är 2 305 meter över havet, eller 357 meter över den omgivande terrängen. Bredden vid basen är 3,8 km.
Terrängen runt Sladinkopf är huvudsakligen bergig, men den allra närmaste omgivningen är kuperad. Närmaste större samhälle är Bad Hofgastein, 9,2 km sydost om Sladinkopf. 
Trakten runt Sladinkopf består i huvudsak av gräsmarker. Runt Sladinkopf är det ganska glesbefolkat, med 45 invånare per kvadratkilometer.